# Fenera
Fenera (in croato Fenera) è un isolotto disabitato della Croazia, situato all'estremità meridionale dell'Istria, a sudest di Pola.
Amministrativamente appartiene alla città di Medolino, nella regione istriana.

## Geografia
Fenera si trova nella parte sudoccidentale del golfo di Medolino, poco più di 1,7 km a est di capo Promontore. Nel punto più ravvicinato dista 1,4 km dalla punta Fianina (rt Franina) e poco più di 1,1 km dallo scoglio Porer.
Fenera è un isolotto a forma di 8, con la parte meridionale leggermente più grande di quella settentrionale. Misura 650 m di lunghezza e 400 m di larghezza massima al centro. Ha una superficie di 0,17 km² e uno sviluppo costiero di 1,7 km. A sud, raggiunge un'elevazione massima di 7,8 m s.l.m.

### Isole adiacenti
- Scoglio Sorzer (Šekovac), scoglio ovale a nordovest di Fenera.
- Cielo (Ceja), l'isolotto maggiore nel golfo di Medolino, a nord-nordovest di Fenera.
- Scoglio Santa Marina (Bodulaš), altro isolotto a nordest di Cielo.
- Scoglio Trombolo (Trumbuja), scoglio rotondo a nordovest di Cielo.
- Levan Grande (Levan), isolotto a nordest di Fenera, nella parte orientale del golfo.
- Levan Piccolo (Levanić), scoglio poco a sud del precedente.

### Cartografia
- (HR) Mappa topografica della Croazia 1:25000, su preglednik.arkod.hr.